# Champier
Champier és un municipi francès situat al departament de la Isèra i a la regió d'Alvèrnia-Roine-Alps. L'any 2007 tenia 1.120 habitants.

## Demografia

### Població
El 2007 la població de fet de Champier era de 1.120 persones. Hi havia 412 famílies de les quals 98 eren unipersonals (45 homes vivint sols i 53 dones vivint soles), 131 parelles sense fills, 163 parelles amb fills i 20 famílies monoparentals amb fills.
La població ha evolucionat segons el següent gràfic:
Habitants censats

### Habitatges
El 2007 hi havia 510 habitatges, 438 eren l'habitatge principal de la família, 36 eren segones residències i 36 estaven desocupats. 438 eren cases i 67 eren apartaments. Dels 438 habitatges principals, 310 estaven ocupats pels seus propietaris, 117 estaven llogats i ocupats pels llogaters i 10 estaven cedits a títol gratuït; 2 tenien una cambra, 20 en tenien dues, 62 en tenien tres, 128 en tenien quatre i 226 en tenien cinc o més. 378 habitatges disposaven pel capbaix d'una plaça de pàrquing. A 194 habitatges hi havia un automòbil i a 209 n'hi havia dos o més.

### Piràmide de població
La piràmide de població per edats i sexe el 2009 era:
| Homes | Edats   | Dones |
| ----- | ------- | ----- |
| 0     | 95 o +  | 0     |
| 0     | 90 a 94 | 0     |
| 8     | 85 a 89 | 12    |
| 0     | 80 a 84 | 8     |
| 12    | 75 a 79 | 16    |
| 24    | 70 a 74 | 24    |
| 24    | 65 a 69 | 32    |
| 20    | 60 a 64 | 8     |
| 28    | 55 a 59 | 20    |
| 48    | 50 a 54 | 32    |
| 20    | 45 a 49 | 24    |
| 36    | 40 a 44 | 36    |
| 48    | 35 a 39 | 36    |
| 44    | 30 a 34 | 48    |
| 32    | 25 a 29 | 20    |
| 28    | 20 a 24 | 28    |
| 16    | 15 a 19 | 44    |
| 16    | 10 a 14 | 32    |
| 40    | 5 a 9   | 48    |
| 32    | 0 a 4   | 32    |

## Economia
El 2007 la població en edat de treballar era de 719 persones, 554 eren actives i 165 eren inactives. De les 554 persones actives 497 estaven ocupades (287 homes i 210 dones) i 57 estaven aturades (20 homes i 37 dones). De les 165 persones inactives 51 estaven jubilades, 47 estaven estudiant i 67 estaven classificades com a «altres inactius».

### Ingressos
El 2009 a Champier hi havia 470 unitats fiscals que integraven 1.204,5 persones, la mediana anual d'ingressos fiscals per persona era de 17.726 €.

### Activitats econòmiques
Dels 74 establiments que hi havia el 2007, 1 era d'una empresa extractiva, 1 d'una empresa alimentària, 5 d'empreses de fabricació d'altres productes industrials, 16 d'empreses de construcció, 13 d'empreses de comerç i reparació d'automòbils, 2 d'empreses de transport, 5 d'empreses d'hostatgeria i restauració, 2 d'empreses d'informació i comunicació, 2 d'empreses financeres, 4 d'empreses immobiliàries, 3 d'empreses de serveis, 17 d'entitats de l'administració pública i 3 d'empreses classificades com a «altres activitats de serveis».
Dels 28 establiments de servei als particulars que hi havia el 2009, 1 era una oficina de correu, 4 tallers de reparació d'automòbils i de material agrícola, 5 autoescoles, 3 paletes, 4 guixaires pintors, 1 fusteria, 2 electricistes, 1 empresa de construcció, 3 perruqueries, 3 restaurants i 1 agència immobiliària.
Dels 4 establiments comercials que hi havia el 2009, 1 era una botiga de menys de 120 m², 1 una fleca, 1 una carnisseria i 1 una floristeria.
L'any 2000 a Champier hi havia 23 explotacions agrícoles que ocupaven un total de 572 hectàrees.

## Equipaments sanitaris i escolars
L'únic equipament sanitari que hi havia el 2009 era una farmàcia.
El 2009 hi havia 2 escoles elementals.

## Poblacions més properes
El següent diagrama mostra les poblacions més properes.